# Glen Stassen
Glen Harold Stassen (* 29. Februar 1936; † 26. April 2014 in Pasadena, Kalifornien) war ein US-amerikanischer Ethiker und baptistischer Theologe. Er ist bekannt für seine Werke in den Bereichen Theologische Ethik, Politik und Soziale Gerechtigkeit.

## Ausbildung
Glen Stassen erhielt einen Bachelor der Kunst an der University of Virginia und einen Bachelor der Theologie am Union Theological Seminary in the City of New York. Er erhielt außerdem die Doktorwürde im Bereich der Philosophie an der Duke University. Während seiner schulischen Laufbahn besuchte er unter anderem auch die Harvard University und die Ruprecht-Karls-Universität Heidelberg.

## Laufbahn
Glen Stassen war 20 Jahre lang Professor am Southern Baptist Theological Seminary. Bis zu seinem Ableben lehrte er Christliche Ethik am Fuller Theological Seminary. Stassen war auch Mitherausgeber des Sojourners Magazine und erschien schon häufig in den Medien, unter anderem in der Los Angeles Times und in der Talkshow The O’Reilly Factor. Sein Buch Kingdom Ethics: Following Jesus in Contemporary Context wurde im Jahr 2004 vom Magazin Christianity Today zum Buch des Jahres im Bereich Theologie/Ethik gekürt.